# Donald Tamihere
Donald Tamihere (* 1972 in Gisborne) ist ein anglikanischer Bischof der Anglican Church in Aotearoa, New Zealand and Polynesia.

## Leben
Tamihere studierte am Saint John’s Theological College anglikanische Theologie. Am 11. März 2017 wurde Tamihere als Nachfolger von William Brown Turei zum Bischof des anglikanischen Bistums Aotearoa geweiht und ist zugleich damit einer der drei Erzbischöfe in der Anglican Church in Aotearoa, New Zealand and Polynesia. Tamihere ist verheiratet und hat drei Kinder. Er wohnt mit seiner Familie in Gisborne.